# Jacint Feliu Domènech i Sastre
Jacint Feliu Domènech i Sastre (Barcelona, 23 de novembre de 1802 – Madrid 2 de març de 1863). Polític, financer i advocat. Milità al partit Progressista. Fou alcalde de Barcelona (Agost 1839 - Juny 1840), de Madrid (1843) diputat, senador i tres vegades ministre d'Isabel II (Governació: 24-11-1843 a 01-12-1843; Hisenda 19-09-1853 a 17-07-1854; de Gràcia i Justícia interí 16-01-1854 a 17-07-1854).

## Biografia
Era fill de Ramon Domènech "oficial tejedor de lino" i de Rosa Sastre nascuts a Barcelona.
Diputat a corts per Barcelona el 1836, 1850, 1851 i 1853; per Tarragona el 1839 i 1841 i per Canàries el 1846
El 1843 és alcalde de Madrid fins que entra a formar part del govern progressista que va formar Salustiano de Olózaga Almandoz (1805-1873) el novembre de 1843, ocupant el càrrec de ministre de governació, un govern que poc trigaria a ser exonerat a començament de desembre següent.
Dins de les seves activitats a les corts, va intervenir a la legislatura 1848-49, a propòsit de la reorganizació del Banco Español de San Fernando. El 1853 fou senador vitalici i, al govern que va formar Sartorius, fou designat per a ocupar la cartera d'hisenda, que va ocupar des del 19 de setembre de 1853 fins al 17 de juliol del següent any). La ruïna de l'erari l'impulsà a decretar el cobrament anticipat d'un semestre de contribució, fet que provocà un gran descontentament i contribuí a l'alçament popular del 1854, durant el qual el govern hagué de dimitir. La seva casa fou saquejada pel poble madrileny, i hagué de fugir. Consta al diari de sessions de les corts de 1854 (pàgs. 90-91) que va presentar al Congrés la liquidació de les comptes de 1851-52.